# Rancho Nuevo, Coatzintla
Rancho Nuevo är en ort i Mexiko.   Den ligger i kommunen Coatzintla och delstaten Veracruz, i den sydöstra delen av landet, 200 km nordost om huvudstaden Mexico City. Rancho Nuevo ligger 285 meter över havet och antalet invånare är 428.
Terrängen runt Rancho Nuevo är huvudsakligen platt, men söderut är den kuperad. Rancho Nuevo ligger uppe på en höjd. Runt Rancho Nuevo är det ganska tätbefolkat, med 67 invånare per kvadratkilometer. Närmaste större samhälle är Poza Rica de Hidalgo, 17,8 km norr om Rancho Nuevo. Omgivningarna runt Rancho Nuevo är en mosaik av jordbruksmark och naturlig växtlighet.